# منتخب سويسرا لكرة القدم الشاطئية
منتخب سويسرا الوطني لكرة القدم الشاطئية هو ممثل سويسرا الرسمي في المنافسات الدولية في كرة قدم شاطئية ، يديريه اتحاد سويسرا لكرة القدم.